# Gobierno de Moctar Ouane

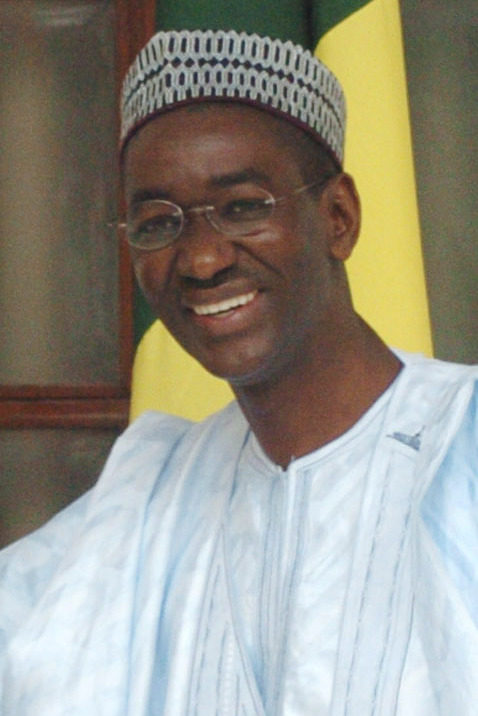
Moctar Ouane en 2009

El gobierno de Moctar Ouane fue el gobierno de la República de Malí desde el 5 de octubre de 2020 al 24 de mayo de 2021. Ouane intentó formar un segundo gobierno pero fue obligado a dimitir junto al presidente Bah N'Daou

## Antecedentes
En agosto de 2020 un golpe de Estado en Malí derrocó al presidente de la República Ibrahim Boubacar Keïta. Asumió el mando una Junta Militar que finalmente accedió en parte a la exigencia de la comunidad internacional representada por la CEDEAO como organización mediadora para que se estableciera un gobierno de transición liderado por un civil. El 25 de septiembre tomó posesión como presidente de facto de la República de Malí Ba N'Daou exmilitar y político y como vicepresidente coronel Assimi Goïta líder de la junta golpista. El 27 de septiembre se nombró al diplomático y exministro de Asuntos Exteriores Moctar Ouane primer ministro de Malí.
El 1 de octubre se dio a conocer la "Carta de la transición" con el marco en el que deberá regirse el proceso.

## Gobierno de transición
El 5 de octubre de 2020 se dio a conocer la composición del gobierno que asumirá la transición de Malí durante un periodo no superior a los 18 meses. En el mismo, cuatro militares de la junta golpista asumen ministerios estratégicos: Defensa, Seguridad, Administración Territorial y Reconciliación Nacional.  Por otro lado el exfiscal Mohamed Sidda Dicko está al frente de Justicia y el ex embajador Zeïni Moulaye asume Asuntos Exteriores.
Los grupos que firmaron el acuerdo de paz de 2015 también están representados. La antigua rebelión dominada por los tuaregs en el norte del país asume el Ministerio de agricultura y la pesca así como el Ministerio de Juventud y Deportes, y los grupos armados pro-Bamako, los ministerios de la población de Malí en el exterior y de Trabajo así como la portavocía del gobierno.

## Composición
El gobierno de transición de Moctar Ouane fue instaurado el 5 de octubre de 2020 en el Decreto  2020-0074/PTRM tras el golpe de Estado en agosto de 2020.
- 1. Ministro de Defensa y antiguos Combatientes: Coronel Sadio Camara
- 2. Ministro de Justicia: Mohamed Sida Dicko
- 3. Ministre de Administración territorial y Descentralización: Lugarteniente coronel Abdoulaye Maiga
- 4. Ministro de Seguridad y Protección civil: Coronel Modibo Koné
- 5. Ministro de Reconciliación nacional: Coronel Mayor Ismaël Wagué
- 6. Ministro de la refundación del Estado encargado de las relaciones con las instituciones: Mohamed Coulibaly
- 7. Ministro de transportes e infraestructuras: Makan Fily Dabo
- 8. Ministro de Asuntos exteriores y  Cooperación internacional: Zeïni Moulaye
- 9. Ministro de Economía y Finanzas: Alfousseyni Sanou
- 10. Ministro  de Urbanismo y hábitat: Dionké Diarra
- 11. Ministro de Industria, comercio y promoción de inversiones: Arouna Niang
- 12. Ministro de comunicación y de economía digital: Hamadoun Touré
- 13. Ministra de Cultura, artesanía y turismo de la culture: Kadiatou Konaré
- 14. Ministro de Educación nacional: Doulaye Konaté
- 15. Ministro de Enseñanza superior e Investigación científica: Amadou Keïta
- 16. Ministro de Sanidad y desarrollo social: Fanta Siby
- 17. Ministro de agricultura, ganadería y pesca: Mahmoud Ould Mohamed
- 18. Ministro de la Población de Malí en el exterior y de la integración africana: Hamdou Ag Ilène
- 19. Ministro de Trabajo y de la Función Pública: Harouna Mahamadou Touréh
- 20. Ministro de Empleo y formación profesional: Mohamed Salia Touré
- 21. Ministra de Medioambiente, saneamiento y desarrollo sostenible: Bernadette Keïta
- 22. Ministra de la promoción de la mujer, la infancia y la familia: Bintou Founé Samaké
- 23. Ministro de Minas, Energía y del Agua:  Lamine Seydou Traoré
- 24. Ministro de la Juventud y Deportes: Moussa Ag Attaher
- 25. Ministro de Asuntos religiosos y del Culto: Mahamadou Koné